# 젊은 태양
《젊은 태양》은 1999년 2월 13일부터 1999년 4월 18일까지 방영된 SBS 주말극장으로, 소박한 꿈을 가진 직장인들이 어려운 현실을 극복하고 창업한 자신들의 일터에서 좌절과 시련을 겪으며 작지만 큰 성공을 성취하는 용기와 희망을 그렸다.

## 줄거리
의류회사에 입사한 박민이 간부와의 갈등으로 구조조정을 당한 후 같은 상황에 있는 회사 동료들과 패션회사를 창업하면서 겪는 갈등과 사랑을 통해 희망적이고 밝게 인생을 개척하는 젊은이들의 모습을 그린다.

## 등장 인물
- 박상민 : 이상민 역
- 이민영 : 서한별 역
- 박인환 : 강태호 역
- 손지창 : 박민 역
- 안석환 : 한재수 역
- 양택조 : 표창수 역
- 김주혁 → 유준상 : 윤제혁 역 (아역: 곽정욱)
- 정원중 : 방대두 역
- 주용만
- 김지연 → 홍진희 : 정말희 역
- 권이지 : 나진주 역
- 김단비
- 안재모
- 김미희
- 고미영
- 권도경
- 방경림
- 이윤성
- 박미영
- 김준우
- 김영철
- 송희아
- 신현숙
- 성창훈
- 공형진
- 김희정
- 이한갈
- 장은비
- 양은용
- 이경화
- 신은정
- 황정미
- 조권탁
- 조선주
- 유형관
- 박형재
- 장동직
- 최진홍
- 라재웅
- 정욱
- 이승형
- 최준용
- 민경조
- 김주황
- 임채연
- 황미선
- 박성혜
- 최성국
- 이상은
- 윤기원
- 김남진
- 박현숙
- 문회원
- 손민우
- 정혜선
- 곽진영
- 나재균
- 한춘일
- 옥승일
- 오아랑